# 万年橋 (荒川)

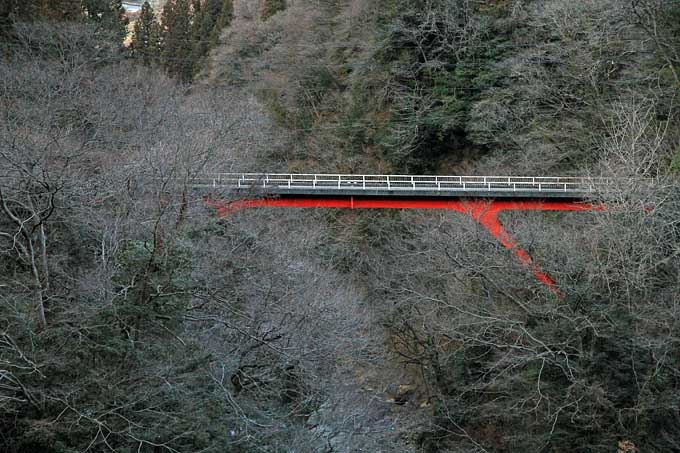
万年橋（2015年2月）

万年橋（まんねんばし）は埼玉県秩父市大滝の荒川に架かる秩父市道大滝幹線2号の道路橋である。

## 概要
| 木造方杖橋の旧万年橋（大正末期） |  | 木造吊り橋の旧万年橋（昭和初期） |
| 木造方杖橋の旧万年橋（大正末期） |  | 木造吊り橋の旧万年橋（昭和初期） |

荒川河口から139.4 kmの位置に架かる左岸側の強石地区と右岸側の巣場地区とを結ぶ生活道路となっている橋で、
橋長50.0メートル、総幅員4.8メートル、有効幅員4.0メートルの「π」の字をした1径間の鋼方杖ラーメン橋の永久橋で、荒川本流の源流域（大滝地区）では唯一のラーメン橋である。歩道や路側帯のグリーンベルトは設置されていない。1スパンで荒川の深い渓谷を跨いでいるため、橋脚は設置されていない。橋の管理者は秩父市である。橋を通る路線バスなどの公共交通機関は設定されていないが、付近を通る国道140号に西武観光バスの「強石」停留所が左岸側橋詰付近ある。山地に位置し、両岸とも急傾斜地で渓が深く、橋は周囲の集落よりも低い位置に架けられているため、取り付け道路が斜面に沿ってクランク状に急カーブした線形を有している。

## 歴史
万年橋がいつから架けられていたかは定かではない。国土地理院の明治43年測図、大正2年4月30日発行の地形図 『1/50000 三峰』によると、万年橋の架設地点の直ぐ川上側に橋の地図記号が記されており、橋の形式は不明だが明治末期までには既に橋が架けられていたらしい。
周辺は渓が深いため、橋脚が立てられないことから見かけの支間長を小さくするため、両岸から河道の方向に斜めに方杖を4本立てた橋脚を用いて橋桁を支えていた高欄付きの木造の複方杖橋としては1925年（大正14年）頃までには架けられていた。現在の橋の上流側で、強石沢が荒川に落ちる滝の川上側の位置に立地した。また、旧字体で萬年橋とも称していた。
この橋は昭和初期までに初代平和橋に似た、揺れを抑制する耐風索および耐風支索が設けられていない木造吊り橋の万年橋が、木造方杖橋とほぼ同じ位置に1921年（大正10年）開業の大滝発電所を背景に架けられ、その情景は当時の秩父百景の一つにもなり、当時の絵葉書にも描かれていた。なお、万年橋の下流側である白川橋との間の猪鼻地区にかつて橋が架かっていた。
現在の万年橋は今までの橋の少し川下側に1971年（昭和46年）に架設された。竣工当時は大滝村に架かる村道の橋であったが、2005年（平成17年）4月1日の合併（平成の大合併）により大滝村は秩父市に合併され、秩父市管理の橋となった。橋の劣化した塗装の塗替工事は秩父市が事業主体として2018年（平成30年）に実施されている。

## 周辺

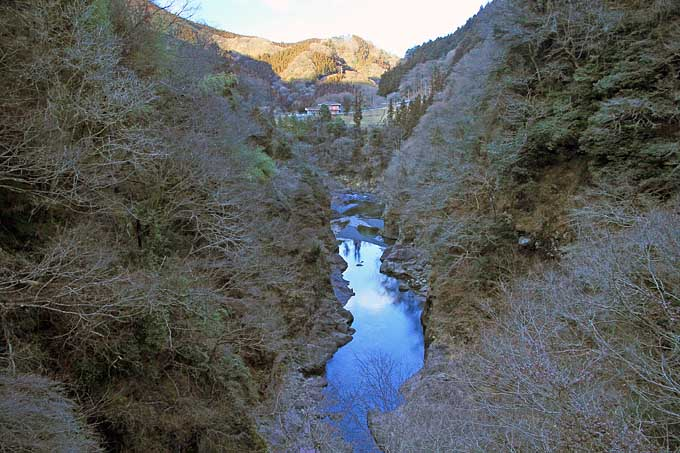
万年橋より下流側を望む。

周囲は秩父多摩甲斐国立公園の公園区域である普通地域の区域に指定されている。この橋付近は約2億年前の秩父帯の地層を有した山間部の深いV字谷となっていて平地が少なく、山の谷あいの斜面にへばり付くように点在する強石地区の集落が点在する他は山林である。また、荒川に水力発電所やその付帯設備が幾つか立地する。また、秋季は橋周辺の強石地区は紅葉の穴場で、紅葉のライトアップが行われるなど「奥秩父大滝 紅葉まつり」が開催される。
- 東京発電大滝発電所 - 1921年（大正10年）4月6日運用開始[12]橋のすぐ上流側に位置する。大中橋付近にある落合堰堤より取水された水は、ここで発電放水される[17]。
- 東京発電大洞第二発電所 - 水路式発電所
- 強石堰堤（取水堰） - 巴川橋付近にある昭和電工秩父発電所の付帯設備[17]。
- 荒川郵便局
- 巣場区集会所
- 龍石神社
- 強石沢 - 荒川の支流
- 猪鼻沢 - 荒川の支流
  - 白滝
  - 白滝橋 - 国道140号の橋で、旧大滝村と旧荒川村の境界に位置する[19]。
- 秩父甲州往還 - 付近で距離の短い峠越えの道と距離の長い荒川沿いの道に分岐していた[20]。

## 風景

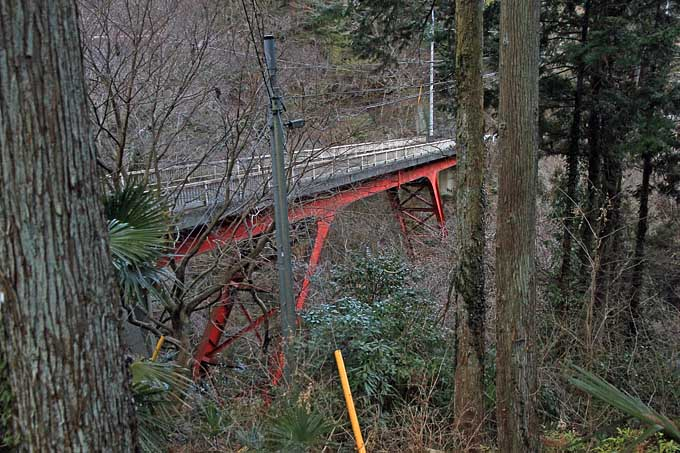
左岸上流側より望む。
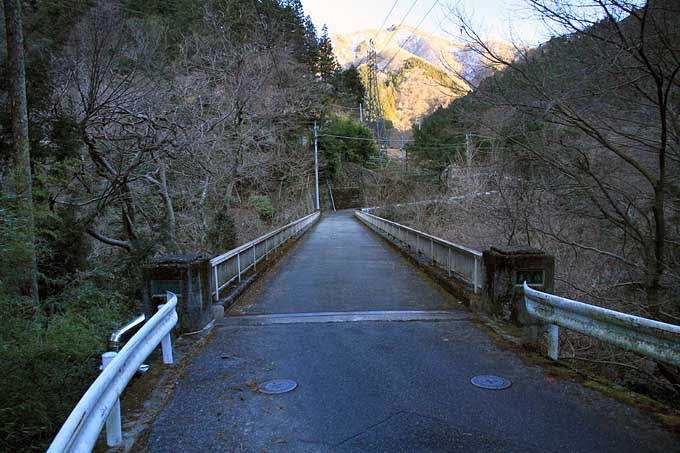
左岸側橋詰より望む。
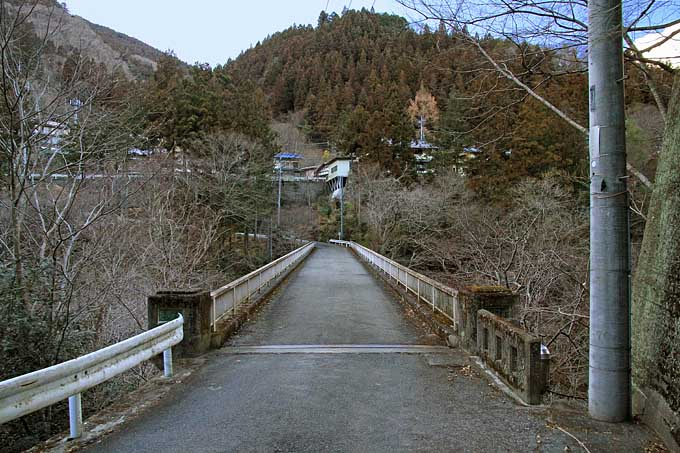
右岸側橋詰より望む。
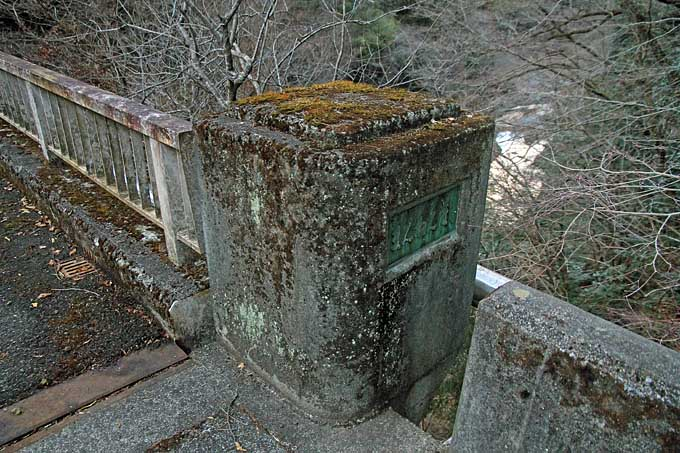
右岸側の親柱。

## 隣の橋
- 荒川

（上流） - 上石橋 - 大血川橋 - 万年橋 - 白川橋 - 平和橋 - （下流）